# Lexicale eenheid
Een lexicale eenheid is in de lexicologie een woord of woordgroep - bijvoorbeeld een samenstelling of een nominale dan wel verbale constituent - die deel uitmaakt van het lexicon van een taal. Een lexicale eenheid in de lexicologie komt ongeveer overeen met een syntactische categorie in de grammatica.
De volgende subcategorieën worden met name onderscheiden:
- Scheidbare werkwoorden (neer-leggen, af-maken, op-kijken)
- Samenstellingen (woorden-boek)
- Fraseologismen (de tafel dekken)
- Staande uitdrukkingen (lief en leed)
- Idioom (een harde noot, een bittere pil)
- Zinskaders (het probleem was dat...)
- Tekstkaders (We beginnen met..., vervolgens..., ten slotte)

Lexicale eenheden die meer dan één enkel woord behelzen worden ook wel spraakformules (Engels: speech formula, lexicale zinnen of fraseologische eenheden genoemd. 
De functie van een lexicale eenheid in de semantiek is in grote lijnen vergelijkbaar met die van een seem. Beide vormen een soort "natuurlijke betekenisvolle eenheid" in de taal.